# Descolonització d'Àfrica

Una imatge animada mostra l'ordre de la independència dels països africans (1950-2011).

Dates de la independència dels països africans.

La major part de l'Àfrica va ser colonitzada durant la cursa per l'Àfrica, enmig d'un període conegut com a Neoimperialisme, durant la segona meitat del segle xix. Després de la Primera Guerra Mundial, els moviments independentistes africans van prendre rellevància i acabarien culminant en el procés de descolonització d'Àfrica. En alguns països, la independència es va obtenir de manera pacífica, mentre que en altres es va aconseguir mitjançant l'ús de les armes. Entre aquests últims, la Guerra d'Algèria (1954-1962) i la Guerra colonial portuguesa (1961-1975) van ser les més violentes. Igualment, hi va haver un malestar generalitzat i una revolta organitzada tant en les colònies del nord del Sàhara com en les sub-saharianes, especialment en l'Algèria francesa, en l'Angola portuguesa, en el Congo belga i en la Kenya anglesa.
L'any 1959, la Unió Francesa es va convertir en la Comunitat Francesa, amb la notable excepció de Guinea, que va decidir la seva independència en un referèndum; dos anys més tard, totes les colònies franceses s'independitzarien. La descolonització, no obstant això, no ha acabat, ja que el Sàhara Occidental segueix sota l'administració colonial espanyol a de iure, i envaït per Marroc en virtut dels il·legalitzats acords tripartits de Madrid.
Durant la cursa per l'Àfrica en el segle xix, les potències europees van delimitar l'Àfrica en la Conferència de Berlín de 1885. Ja l'any 1905, tot els territoris africans estaven controlats per les forces europees. El Regne Unit i França eren qui comptaven amb més possessions, però Alemanya, Espanya, el Regne d'Itàlia, Bèlgica i Portugal també tenien colònies. Les conseqüències d'aquest procés de colonització van ser diverses, com la pèrdua de recursos naturals, la devastació econòmica, la confusió cultural, la divisió geopolítica i al subjugació política (el fet de sotmetre o dominar completament per mitjà de la violència). L'últim país a ser colonitzat va ser l'actual Etiòpia, que va romandre independent fins al 5 de maig de 1936.
Actualment, gairebé tots els països europeus s'han retirat del territori africà. Només el Regne Unit, França, Portugal, Austràlia i Espanya mantenen el control de petites illes davant de les costes africanes. Aquest últim país, Espanta, és l'únic que manté presència en el continent pròpiament dit, ja que dues ciutats de la seva costa nord-occidental (Ceuta i Melilla) segueixen també sota control espanyol tot i que mai no van ser colònis sinó territoris propis.

## Causes
La descolonització d'Àfrica es basa en tres circumstàncies diferents: el desig dels pobles indígenes a independitzar-se, la distracció europea pels assumptes mundials i el ressentiment popular contra el racisme i la desigualtat.
El desig africà d'independència es va basar en la contemplació de l'exitosa revolució, i el seu conseqüent autogovern de l'Índia, dirigida per Mohandas Gandhi.
En segon lloc, la descolonització va tenir lloc en l'àmbit internacional de la Guerra Freda. A causa dels esforços de l'URSS per promulgar la seva ideologia comunista, les potències europees temien que les seves colònies es viressin cap al comunisme com a mitjà d'obtenir la independència.
El racisme va ser la tercera circumstància que va afectar el procés descolonitzador. Les colònies africanes, a diferència de les colònies americanes, no tenien un mestissatge racial significatiu, ja que els colons europeus no s'havien assentat i barrejat amb els natius. Enlloc d'això, els prejudicis racistes havien calat fondo en la consciència europea, que veia els africans com inferiors, ja fos per les diferències culturals, per la falta de participació política o pel grau d'escolarització inferior dels africans.
Després de la Segona Guerra Mundial, i volent treure la càrrega econòmica de mantenir grans imperis, les forces aliades van prometre la independència dels països africans.
L'eduació superior de certes persones va ser clau a l'hora d'informar i activar les multituds. Soldats africans que lluitaven a l'estranger o estudiants africans que van estar estudiant també a l'estranger van prendre una visió més àmplia del món i de les seves opinions contemporànies.
Els líders africans es van adonar que Àfrica havia estat clau a l'hora de guanyar la Segona Guerra Mundial. Alguns d'aquests líders nacionalistes eren Jomo Kenyatta (Kenya), Nkrumah (Costa d'Or, actualment Ghana), Senghor (Senegal) y Houphouët-Boigny (Costa d'Ivori). Des del punt de vista africà, les colònies estaven ajudant els seus senyors colons a combatre un enemic desconegut sense mencionar la paraula 'independència'. Alguns líders com Verwoerd i Vorster de la Unió Sudafricana van donar suport a Hitler mentre que la majoria dels governadors de les colònies franceses van reconèixer lleialtat al Govern de Vichy fins al 1943. La propaganda alemanya durant la guerra va tenir un paper molt important en aquest desafiament al poder britànic. Atès que el Japó havia començat el seu procés imperialista en l'Extrem Orient, es va produir una escassedat de materials com el cautxú i alguns minerals. El continent africà es va veure obligat a fer front a aquesta carestia, beneficiant-se gradualment d'aquesta nova situació: les indústries locals emergents van dur nous pobles, i les ciutats existents van doblar la seva mida, el creixement social i industrial va portar més alfabetització i amb ella els diaris independentistes van guanyar lectors.
L'any 1941, Franklin D. Roosevelt i Winston Churchill es van reunir per discutir com seria el món de la postguerra. El resultat va ser la Carta Atlàntica. Un dels punts de la carta, introduït per Roosevelt, fou l'autonomia de les colònies imperials. Per tant, després de la Segona Guerra Mundial, el Regne Unit es va veure pressionat a cumplir els termes de la Carta.

## Efectes
En la majoria de les colònies britàniques i franceses, els dos principals colonitzadors de l'Àfrica, la transició a la independència es va produir de forma pacífica. En la conclusió de la descolonització, l'Àfrica patia una gran inestabilitat política, pobresa econòmica i dependència de les potències a causa del deute públic. La inestabilitat política va néixer de la introducció a l'Àfrica de la ideologia marxista o de la influència capitalista, així com de les diferències racials, que incitaven a guerres civils, formant-se grups nacionalistes negres, que participaven en atacs violents contra els colons blancs, intentant així posar fi al govern de la minoria blanca.
Les fronteres decidides generalment de manera arbitrària per les potències europees durant la colonització van ser una altra font de violència, ja que algunes de les noves nacions no havien estat creades d'acord amb el traçat de límits poc respectuosos de les comunitats. Tot i que la majoria de nacions africanes ja han acceptat les fronteres, existeixen disputes avui en dia en les fronteres entre Líbia i el Txad, entre Etiòpia i Somàlia, entre Eritrea i Etiòpia, entre el Camerun i Nigèria o entre Sudan i Sudan del Sud.
En un intent d'influir en els països empobrits per adoptar la ideologia de capitalisme o comunisme, els Estats Units i l'URSS van donar crèdits de menjar i diners a les nacions africanes. Per alimentar, educar i modernitzar les seves taules, l'Àfrica va prendre prestades grans quantitats de diners de diverses nacions, banquers i companyies. Com a pagament, els prestadors van intentar influir políticament en la situació africana. No obstant això, els diners prestats no van arreglar la situació econòmica, ja que molts d'aquests diners van ser dilapidats per dictadors corruptes, ignorant-se així assumptes socials com l'ediació, la salut i l'estabilitat de la prostitució política.